# Malmö FF
A Malmö FF, teljes nevén Malmö Fotbollförening svéd labdarúgócsapat, Malmö városában. Jelenleg az svéd első osztályban  szerepelnek. Az egyik legnépszerűbb és legsikeresebb labdarúgócsapat Svédországban.
A svéd labdarúgó-bajnokságot (Allsvenskan) 25, míg a svéd kupát 14 alkalommal nyerte meg. Ezáltal a legtöbb trófeát begyűjtő csapatnak számítanak a svéd klubok között.
Hazai mérkőzéseiket a 24 000 fő befogadására alkalmas Swedbank Stadionban játsszák.

## Története
A klubot 1910. február 4-én alapították. Az első bajnoki címét 1944-ben szerezte. Legsikeresebb időszakát 1970-es években élte a csapat. Ekkor 5 bajnoki címet és 4 kupagyőzelmet szerzett. A klub történetének legnagyobb eredménye kétségkívül az 1979-es BEK döntőbe jutás, ahol az angol Nottingham Forest ellen 1–0-s vereséget szenvedtek. Ezután az 1979-es interkontinentális kupa döntőjében a paraguayi Olimpiától kapott ki 1–0 illetve 2–1 arányban. Összesítésben tehát 3–1 az Olimpia bizonyult jobbnak.
A 2014/2015 és a 2015/16-os szezonokban az UEFA Bajnokok Ligája 32-es főtáblájára jutott a svéd együttes.
Legutolsó bajnoki címét 2021-ben érte el.

## Jelenlegi keret

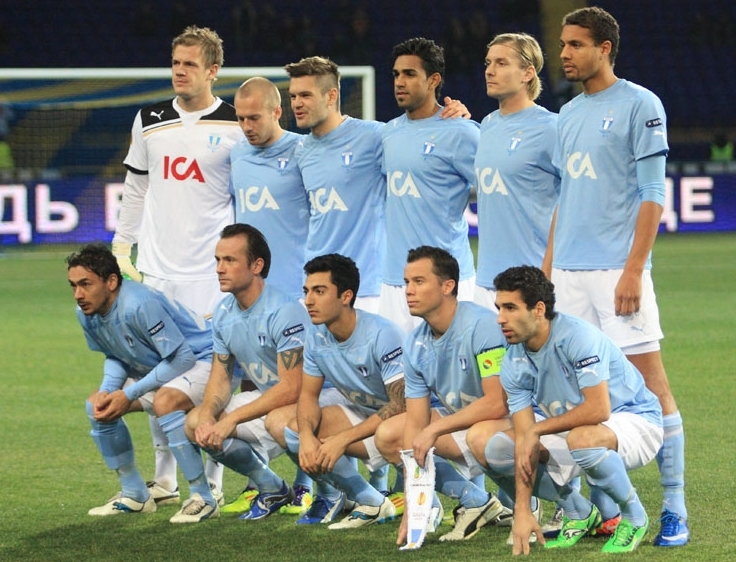
Malmö FF kezdőcsapata a 2011–2012-es Európa-liga csoportmérkőzésen az FK Metaliszt Harkiv ellen.

2024. oktober 31-i állapot szerint.
| #  |     | Poszt | Név                 |
| -- | --- | ----- | ------------------- |
| 1  | BRA | K     | Ricardo Friedrich   |
| 2  | SWE | V     | Johan Karlsson      |
| 3  | SWE | V     | Anton Tinnerholm    |
| 6  | SWE | KP    | Oscar Lewicki       |
| 7  | SWE | KP    | Otto Rosengren      |
| 8  | PER | KP    | Sergio Peña         |
| 9  | SWE | CS    | Isaac Kiese Thelin  |
| 10 | DEN | KP    | Anders Christiansen |
| 11 | SWE | V     | Emmanuel Ekong      |
| 13 | SWE | V     | Martin Olsson       |
| 14 | DEN | KP    | Sebastian Jørgensen |
| 16 | NOR | V     | Oliver Berg         |
| 17 | DEN | CS    | Jens Stryger        |
| 18 | SWE | V     | Pontus Jansson      |
| 19 | NOR | V     | Colin Rösler        |
| 20 | NOR | CS    | Erik Botheim        |
| 21 | SWE | CS    | Stefano Vecchia     |

| #  |     | Poszt | Név                 |
| -- | --- | ----- | ------------------- |
| 22 | SWE | KP    | Taha Ali            |
| 23 | NOR | V     | Lasse Berg Johnsen  |
| 25 | BRA | V     | Gabriel Busanello   |
| 27 | SWE | K     | Johan Dahlin        |
| 29 | MNE | CS    | Sead Hakšabanović   |
| 32 | ISL | CS    | Daníel Guðjohnsen   |
| 33 | SWE | V     | Elison Makolli      |
| 35 | SWE | V     | Nils Zätterström    |
| 37 | SWE | KP    | Adrian Skogmar      |
| 38 | SWE | KP    | Hugo Bolin          |
| 50 | SWE | K     | Melker Ellborg      |
|    | SWE | V     | André Alvarez Perez |
|    | SWE | KP    | Viggo Jeppsson      |
|    | CMR | V     | Samuel Kotto        |
|    | SOM | KP    | Mubárak Nú          |
|    | GHA | V     | Banabas Tagoe       |

### Kölcsönben játékvezetők
| #  |     | Poszt | Név                                                               |
| -- | --- | ----- | ----------------------------------------------------------------- |
| 15 | GAM | KP    | Joseph Ceesay (kölcsönben a Cesenanak 2025. június 30-ig)         |
| 36 | KOS | KP    | Patriot Sejdiu (kölcsönben a Rodanak 2025. június 30-ig)          |
| –  | SWE | K     | Marcus Pettersson (kölcsönben a Landskronanak 2025. június 30-ig) |

| # |     | Poszt | Név                                                               |
| - | --- | ----- | ----------------------------------------------------------------- |
| – | FRA | KP    | Mahamé Siby (kölcsönben a Martigue-nek 2025. június 30-ig)        |
| – | PLE | KP    | Musztáfa Zejdán (kölcsönben a Rosenborg-nak 2025. december 31-ig) |

### Visszavonultatott mez
12 – MFF Support

## Sikerek
- Allsvenskan:
  - 1. hely 26: 1943–44, 1948–49, 1949–50, 1950–51, 1952–53, 1965, 1967, 1970, 1971, 1974, 1975, 1977, 1986, 1988, 2004, 2010, 2013, 2014, 2016, 2017, 2020, 2021, 2023, 2024
  - 2. hely (15): 1945–46, 1947–48, 1951–52, 1955–56, 1956–57, 1965, 1964, 1968, 1969, 1976, 1978, 1980, 1983, 1996, 2002, 2019
- Svenska Cupen:
  - 1. hely (14): 1944, 1946, 1947, 1951, 1953, 1967, 1972–73, 1973–74, 1974–75, 1977–78, 1979–80, 1983–84, 1985–86, 1988–89
  - 2. hely (3): 1945, 1970–71, 1995–96
- Supercupen:
  - 1. hely (1): 2013
  - 2. hely (1): 2011
- Bajnokcsapatok Európa-kupája:
  - 2. hely (1): 1979
- Interkontinentális kupa:
  - 2. hely (1): 1979

## Ismertebb játékosok
A Malmö FF történetének legismertebb játékosait tartalmazza a következő lista
Kritériumok:
- A játékos több, mint 500 alkalommal lépett pályára a klub játékosaként, vagy
- a játékos megkapta a Guldbollen,[3] vagy egy hivatalos UEFA-díjat[4][5] or
- A játékost beválasztották a klub álomcsapatába.[6]

| Játékos             | Évek                | Mérkőzések | Gólok | Guldbollen                    | UEFA-díj                         | Sydsvenskan csapat |
| ------------------- | ------------------- | ---------- | ----- | ----------------------------- | -------------------------------- | ------------------ |
| Erik Nilsson        | 1934–1953           | 600        | 4     | 1950                          |                                  |                    |
| Helge Bengtsson     | 1934–1951           | 501        | 3     |                               |                                  |                    |
| Prawitz Öberg       | 1952–1965           | 515        | 103   | 1962                          |                                  |                    |
| Ingvar Svahn        | 1957–1968 1970      | 414        | 161   | 1967                          |                                  |                    |
| Bo Larsson          | 1962–1966 1969–1979 | 546        | 289   | 1965 1973                     |                                  | Igen               |
| Krister Kristensson | 1963–1979           | 626        | 16    |                               |                                  | Igen               |
| Roy Andersson       | 1968–1983           | 624        | 49    | 1977                          |                                  | Igen               |
| Roland Andersson    | 1968–1974 1977–1983 | 564        | 13    |                               |                                  |                    |
| Jan Möller          | 1971–1980 1984–1988 | 591        | 1     | 1979                          |                                  | Igen               |
| Ingemar Erlandsson  | 1976–1987           | 473        | 46    |                               |                                  | Igen               |
| Magnus Andersson    | 1975–1988           | 568        | 28    |                               |                                  |                    |
| Robert Prytz        | 1977–1982 1983–1995 | 262        | 57    | 1986                          |                                  | Igen               |
| Torbjörn Persson    | 1980–1995           | 574        | 39    |                               |                                  |                    |
| Jonnie Fedel        | 1984–2001           | 588        | 1     |                               |                                  |                    |
| Jonas Thern         | 1985–1987 1988–1989 | 160        | 30    | 1989                          |                                  | Igen               |
| Martin Dahlin       | 1987–1991           | 176        | 83    | 1993                          |                                  | Igen               |
| Stefan Schwarz      | 1987–1991           | 103        | 7     | 1999                          |                                  | Igen               |
| Patrik Andersson    | 1989–1992 2004–2005 | 184        | 24    | 1995 2001                     | Az év labdarúgócsapata 2001      | Igen               |
| Zlatan Ibrahimović  | 1999–2001           | 69         | 16    | 2005 2007 2008 2009 2010 2011 | Az év labdarúgócsapata 2007 2009 | Igen               |
| Jari Litmanen       | 2005–2007           | 18         | 6     |                               | UEFA-jubileumi díj               |                    |

## Sikeres edzők
Azon edzők, akik legalább egy bajnoki címet nyertek az FF Malmö csapatával
| Név            | Év                  | Bajnoki év               | Svéd Kupa                       |
| -------------- | ------------------- | ------------------------ | ------------------------------- |
| Sven Nilsson   | 1944 1945–1946 1950 | 1943–44 1949–50          | 1944 1946 1947                  |
| Konrád Kálmán  | 1947–1949           | 1948–49                  | 1947                            |
| Bert Turner    | 1951–1954           | 1950–51 1952–53          | 1951 1953                       |
| Antonio Durán  | 1964–1971           | 1965 1967 1970 1971      | 1967                            |
| Karl-Erik Hult | 1972–1973           |                          | 1972–73                         |
| Bob Houghton   | 1974–1980 1990–1992 | 1974 1975 1977           | 1973–74 1974–75 1977–78 1979–80 |
| Tord Grip      | 1983–1984           |                          | 1983–84                         |
| Roy Hodgson    | 1985–1989           | 1985 1986 1987 1988 1989 | 1985–86 1988–89                 |
| Tom Prahl      | 2002–2005           | 2004                     |                                 |
| Roland Nilsson | 2008–2011           | 2010                     |                                 |
| Rikard Norling | 2011–2013           | 2013                     |                                 |

## Külső hivatkozások
- Hivatalos weboldal
- Szurkolói oldal